# Pariconha
Pariconha este un oraș în statul Alagoas (AL) din Brazilia.